# Georg Philipp Telemann
Georg Philipp Telemann (n. 14/24 martie 1681, Magdeburg, Sfântul Imperiu Roman – d. 25 iunie 1767, Hamburg, Sfântul Imperiu Roman) a fost un compozitor, multi-instrumentist și scriitor german din perioada barocului. Un muzician aproape complet autodidact, a devenit un compozitor împotriva dorințelor familiei sale. După ce a studiat în Magdeburg, Zellerfeld și Hildesheim Telemann a intrat la Universitatea din Leipzig pentru a studia dreptul dar ulterior a ales să înceapă o carieră în muzică. A deținut posturi importante în Leipzig, Sorau, Eisenach și Frankfurt înainte să se stabiliească la Hamburg în 1721 unde a devenit directorul muzical al celor mai importante cinci biserici din oraș. Deși cariera lui Telemann a prosperat, viața sa personală era problematică: prima sa soție a murit la doar câteva luni după căsătorie iar a doua sa soție a avut relații extraconjugale și a acumulat o datorie mare la jocurile de noroc înainte să îl părăsească pe Telemann.
Telemann a fost unul dintre cei mai prolifici compozitori din istorie (cel puțin din perspectiva lucrărilor care mai există astăzi) și era considerat de contemporanii săi ca fiind unul dintre cei mai importanți compozitori germani ai vremii - a fost comparat favorabil cu prietenul său Johann Sebastian Bach, care l-a făcut pe Telemann nașul de botez al fiului său Carl Philipp Emanuel Bach, și cu George Frideric Handel pe care Telemann îl cunoștea personal. Muzica lui Telemann incorporează câteva stiluri naționale (francez și italian) și uneori este inspirată din muzica folclorică poloneză. Astăzi Telemann este considerat un important compozitor de tranziție de la baroc la clasicism.

## Biografie

### 1681-1701: Copilăria și tinerețea
Telemann s-a născut în Magdeburg, capitala Ducatului de Magdeburg, Brandenburg-Prusia într-o familie din clasa de mijloc superioară. Părinții săi au fost Heinrich Telemann, diacon la Biserica Sfântului Duh (Heilige-Geist-Kirche) din Magdeburg, și Maria Haltmeier, fiica unui cler din Regensburg. Mulți membri ai familiei lucrau în biserică și doar câteva rude îndepărtate erau muzicieni. Însuși compozitorul a declarat că a moștenit talentul pentru muzică de la mama sa, al cărui nepot Joachim Friedrich era Kantor în Verden. Din partea tatălui un singur membru este cunoscut ca fiind muzician profesionist, Heinrich Thering, străbunicul lui Telemann care a lucrat ca și Kantor în Halberstadt la sfârșitul secolului al XVI-lea. Fratele lui Telemann, Heinrich Matthias (1672–1746), a devenit ulterior un cler.
Heinrich Telemann a decedat în 1685, lăsând-o pe Maria să își crească copiii și să supravegheze educația lor. Telemann a studiat la Gimnaziul Altstädtisches și apoi la Domschule unde a învățat catehismul, latina și greaca. La vârsta de zece ani a luat lecții de canto și a studiat interpretarea la claviatură timp de două săptămâni cu un organist local. Acest lucru a fost suficient ca Telemann să învețe singur alte instrumente (flaut dulce, vioară și țiteră) și să înceapă să compună. Primele sale compoziții erau arii, motete, lucrări instrumentale iar la vârsta de 12 ani a compus prima sa operă, Sigismundus. Totuși, nici Maria nici consilierii ei nu erau de acord cu aceste activități. I-au confiscat instrumentele și i-au interzis orice activitate muzicală, deși Telemann a continuat să compună în secret. La sfârșitul anului 1693 sau la începutul anului 1694 mama sa l-a trimis la o școală din Zellerfeld sperând că va alege altă profesie. Totuși, administratorul școlii, Caspar Calvoer, a observat talentul lui Telemann și chiar i-ar fi predat teorie muzicală; Telemann a continuat să compună și să interpreteze la diferite instrumente, a învățat singur basul cifrat și furniza adesea muzică pentru corul bisericii și muzicienii orașului.
În 1697 Telemann a mers la Hildesheim pentru a studia la celebrul Gymnasium Andreanum. Și aici talentele sale au fost observate; însuși rectorul i-a comandat muzică lui Telemann. Tânărul compozitor mergea frecvent la curțile din Hanovra și Brunswick unde putea asculta și studia cele mai noi stiluri muzicale. Compozitori precum Antonio Caldara, Arcangelo Corelli și Johann Rosenmuller au fost printre primele sale influențe. Telemann a continuat să studieze diferite instrumente și ulterior a devenit un multi-instrumentist desăvârșit: la Hildesheim a învățat singur să cânte la flaut, oboi, viola da gamba, contrabas și trombon. După ce a absolvit Gymnasium Andreanum (cu rezultate excelente, în ciuda activităților sale muzicale), Telemann a mers la Leipzig la sfârșitul anului 1701 pentru a studia la Universitatea din Leipzig unde intenționa să studieze dreptul. În autobiografia sa din 1718 Telemann a explicat că a luat această decizie la insistențele mamei sale. Totuși, 22 de ani mai târziu, în autobiografia din 1740 a oferit o altă explicație, scriind că a luat această decizie din dorința de a avea o educație universitară. Conform lui însuși Telemann, o transpunere pe muzică a Psalmului 6 și-a găsit inexplicabil un loc în bagajul său și a fost găsit de colegul său de cameră din Leipzig. Lucrarea a fost ulterior interpretată și i-a impresionat atât de mult pe cei care au ascultat-o încât primarul din Leipzig l-a contactat pe Telemann și i-a comandat să compună în mod regulat lucrări pentru cele două biserici importante ale orașului (Biserica Sfântul Toma și Biserica Sfântul Nicolae).

### 1701-1706: Cariera în Leipzig și Sorau
Odată ce s-a făcut remarcat ca muzician profesionist în Leipzig Telemann a devenit tot mai activ în organizarea vieții muzicale a orașului. De la început se baza pe angajarea de studenți: primul ansamblu pe care l-a creat a fost un collegium musicum studențesc alcătuit din aproximativ 40 de membri. Au interpretat în concerte publice și furnizau muzică pentru Neukirche. În 1702 Telemann a devenit directorul operei Opernhaus auf dem Brühl unde și aici a angajat studenți. În cele din urmă, după ce Telemann a primit postul de organist și director muzical la Neukirche, a interpretat la orgă o singură dată și a cedat rolul de organist unuia dintre studenții săi. Între 1702 și 1705 Telemann a compus cel puțin opt opere, patru dintre acestea fiind montate la Opera din Leipzig iar celelalte patru la curtea din Weissenfels. În această perioadă Telemann era puternic influențat de Handel, pe care l-a cunoscut în 1701. De asemenea, a studiat lucrările lui Johann Kuhnau, Kantor la Biserica Sfântul Toma și director muzical al orașului Leipzig. Mai târziu Telemann și-a amintit cât de mult a învățat despre contrapunct studiind lucrările lui Kuhnau.
Totuși, poziția tot mai importantă a lui Telemann și metodele sale au provocat un conflict între el și Kuhnau. Prin angajarea de studenți Telemann a preluat o resursă importantă a corului lui Kuhnau (și a muzicii de biserică din Leipzig în general). Mai mult, Luhnau era îngrijorat că studenții interpretau prea des în opere și nu le mai rămânea timp să se ocupe de muzica de biserică. Denunțându-l pe Telemann ca un "muzician de operă", Kuhnau a adresat mai multe petiții către primăria orașului împotriva lui Telemann. Totuși, toate aceste eforturi s-au dovedit a fi fără succes iar singurul lucru pe care primăria a putut să îl facă a fost să interzică prezența lui Telemann pe scena operei. Drepturile lui Kuhnau nu au fost niciodată restaurate complet, nici măcar după ce Telemann a părăsit Leipzig.
În 1704 Telemann a primit o invitație de a deveni Kapellmeister la curtea Contelui Erdmann al II-lea de Promnitz în Sorau (astăzi Żary, Polonia). Autoritățile din Leipzig i-au aprobat demisia abia în primăvara anului 1705 iar Telemann a sosit în Sorau în iunie. Noul post i-a permis să studieze muzica franceză contemporană care era populară la curte: lucrările lui Jean-Baptiste Lully și André Campra. De asemenea, când curtea a petrecut șase luni în Pleß (astăzi Pszczyna), Telemann a avut ocazia să asculte și să studieze muzica folclorică din Polonia și Moravia care l-a fascinat și inspirat. În Sorau Telemann s-a dovedit a fi la fel de prolific ca în Leipzig, compunând cel puțin 200 de uverturi, după propriile afirmații, și alte lucrări. Din nefericire, Marele Război al Nordului a adus la final cariera lui Telemann în Sorau. La sfârșitul lunii ianuarie sau în februarie 1706 a fost obligat să fugă de trupele invadatoare ale regelui Carol al XII-lea al Suediei. A petrecut o perioadă în Frankfurt an der Oder înainte de a reveni în Sorau în vară.

### 1707-1721: Eisenach și Frankfurt
Detaliile despre cum a obținut Telemann următorul său post sunt necunoscute. În jurul anului 1707-1708 a intrat în serviciul Ducelui Johann Wilhelm de Saxe-Eisenach, devenind Konzertmeister pe 24 decembrie 1708 și secretar și Kapellmeister în august 1709. Astfel a început una dintre cele mai productive perioade din viața lui Telemann: în perioada petrecută în Eisenach a compus un număr mare de lucrări instrumentale (concerte și sonate) și numeroase lucrări sacre, inclusiv patru sau cinci cicluri anuale de cantate, 50 de cantate în germană și italiană și în jur de 20 de serenatas. În 1709 a mers la Sorau pentru a se căsători cu Amalie Louise Juliane Eberlin, fiica muzicianului Daniel Eberlin. Au revenit în Eisenach unde în ianuarie 1711 Amalie Louise a dat naștere unei fetițe. Din nefericire, Amalie a decedat la scurt timp după aceea; căsătoria ei cu Telemann a durat doar 15 luni. Evenimentul a avut un efect profund asupra compozitorului: a publicat "Gânduri Poetice" pentru moartea soției sale în 1711. La sfârșitul anului Telemann a devenit frustrat de viața la curte și a început să caute un alt post. A refuzat oferta unui post la curtea din Dresda deoarece dorea un post care să îi ofere mai multă libertate artistică; Telemann dorea un post asemănător cu cel pe care l-a deținut în Leipzig. Undeva între sfârșitul lunii decembrie 1711 și începutul lunii ianuarie 1712 a aplicat pentru postul de director muzical al orașului Frankfurt și Kapellmeister la biserica Barfüsserkirche. A fost acceptat iar Telemann a sosit în Frankfurt pe 18 martie 1712.
Noile sarcini ale lui Telemann erau asemnănătoare cu cele din Leipzig. Furniza muzică pentru două biserici, Barfüsserkirche și Katharinenkirche (compunând, printre altele, noi cicluri anuale de cantate), precum și muzică pentru ceremoniile civice. După mai 1712 Telemann a servit ca administrator și trezorier pentru Haus Braunfels, administratorul unei fundații caritabile. Pe 28 august 1714 s-a căsătorit cu a doua sa soție, Maria Catharina Textor, fiica unui funcționar din oraș. Cuplul a avut nouă copii (niciunul nu a devenit muzician) dar căsnicia se va dovedi mai târziu a fi dezastroasă pentru Telemann. În anul următor a început să își publice muzica: în următorii trei ani au apărut patru colecții de muzică instrumentală și au urmat multe alte publicații. Pe 11 martie 1717 Telemann a fost numit Kapellmeister von Haus aus în Eisenach.

### 1721-1736: Primii ani în Hamburg

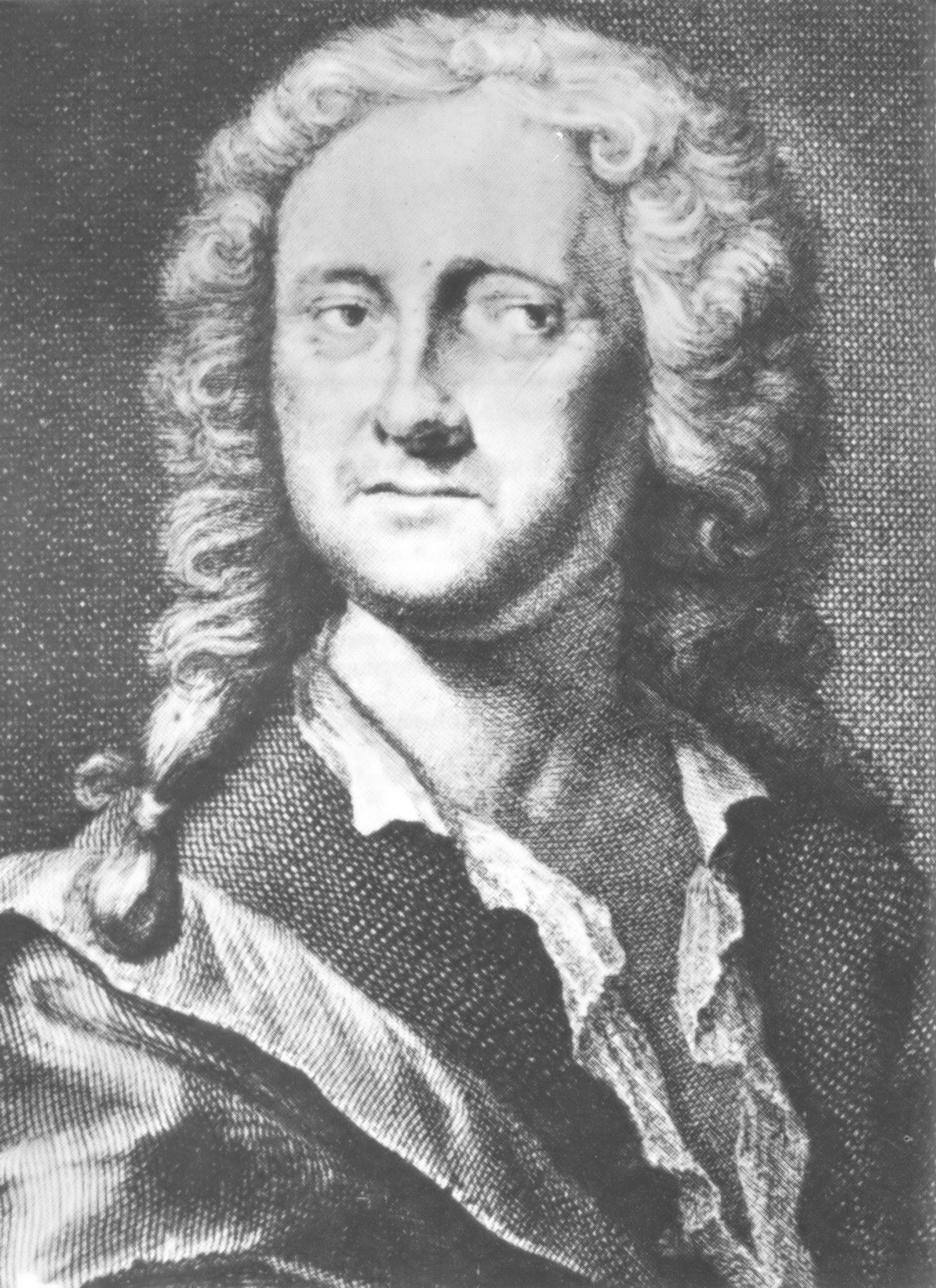
Georg Philipp Telemann. Gravură de Georg Lichtensteger

Pe 10 iulie 1721 Telemann a fost invitat să lucreze în Hamburg în calitate de Kantor al Johanneum Lateinschule și ca director muzical al celor mai mari cinci biserici din oraș, devenind succesorul lui Joachim Gerstenbüttel. Compozitorul a acceptat și a rămas în Hamburg pentru tot restul vieții sale. Perioada sa din Hamburg s-a dovedit a fi și mai productivă decât cea din Eisenach. I s-a cerut din nou să compună cantate numeroase nu numai pentru slujbele religioase, ci și pentru ceremoniile civice. A susținut concerte publice, a condus un nou collegium musicum și a devenit directorul operei Gänsemarktoper. Inițial, Telemann a avut o serie de probleme: câțiva oficiali ai bisericii considerau opera și collegium musicum ca fiind nepotrivite (pentru că incitau la "lascivitate") iar tipograful orașului era nemulțumit de textele lui Telemann pentru primele sale Patimi. Prima problemă a fost rezolvată rapid dar Telemann a obținut drepturile exclusive de publicare a muzicii sale abia în 1757. Producțiile de operă ale lui Telemann nu erau foarte populare iar opera a fost închisă în 1728.
Probabil aceste dificultăți l-au determinat pe Telemann să aplice încă din 1722 pentru postul de Thomaskantor în Leipzig (Kuhnau a decedat pe 5 iunie în acel an). Din cei cinci muzicieni care au aplicat, Telemann era principalul candidat și chiar a obținut aprobarea consiliului local. Telemann a refuzat postul dar doar după ce l-a utilizat ca modalitate de a obține o mărire de salariu la postul său din Hamburg. Când Telemann a refuzat postul i-a fost oferit lui Christoph Graupner care l-a refuzat și el. Acest lucru a deschis drumul pentru Johann Sebastian Bach care va ocupa postul din Leipzig pentru tot restul vieții sale. Telemann a revenit în Hamburg dar a continuat să își suplimenteze veniturile prin diferite posturi. Din 1723 până în 1726 a lucrat ca și Kapellmeister von Haus aus la curtea din Bayreuth iar din 1725 până în 1730 a lucrat ca și agent corespondent la curtea din Eisenach, furnizând știrile din nordul Europei.
În Hamburg Telemann a început să își publice și lucrările literare: poezii, texte pentru muzică vocală, sonete și poezii la moartea prietenilor și colegilor. Începând cu 1725 și-a publicat constant și propria muzică, promovând el însuși colecțiile. Totuși, toate aceste activități de publicare aveau loc din nevoia de bani. Soția lui Telemann, Maria Catherina, a acumulat o datorie enormă de 4.400 de Reichsthaler la jocurile de noroc, care reprezenta mai mult decât salariul anual al lui Telemann. Căsnicia era deja problematică la începutul anilor 1720 când se zvonea public că Maria Catherina are o relație extraconjugală cu un ofițer militar suedez. Prietenii lui Telemann din Hamburg au organizat o colecție pentru a salva situația financiară a compozitorului și în cele din urmă a fost salvat de la faliment. Dar în 1736 soția lui Telemann l-a părăsit; a decedat în 1775 la o mănăstire din Frankfurt.

### 1736-1767: Ultimii ani

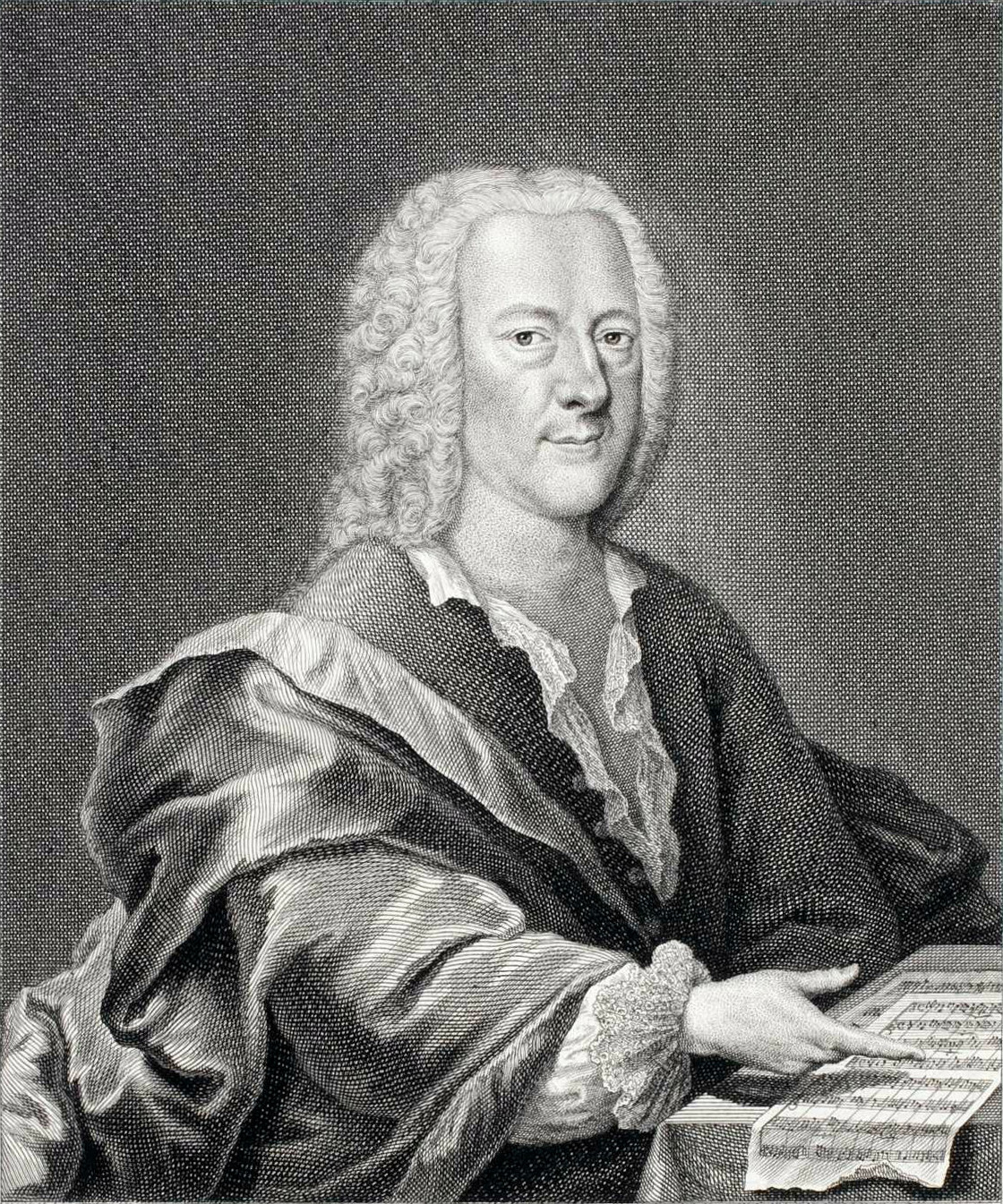
Georg Philipp Telemann (c. 1745). Gravură de Georg Lichtensteger

La sfârșitul lunii septembrie sau începutul lunii octombrie 1737 Telemann și-a luat concediu în Hamburg și a mers la Paris. Acolo a constatat că există numeroase publicații neautorizate a muzicii sale. A publicat imediat câteva lucrări proprii, cea mai importantă fiind Nouveaux quatuors care erau versiuni revizuite și expandate ale unor lucrări mai vechi care i-au fost furate. Nouveaux quatuors au fost primite cu entuziasm de muzicienii orașului și de la curte. Telemann a revenit în Hamburg la sfârșitul lunii mai 1738. În jurul anului 1740 productivitatea sa a scăzut considerabil, deși a continuat să lucreze ca director muzical în Hamburg. A devenit tot mai interesat de teoria muzicală și a scris un tratat pe acest subiect intitulat Neues musicalisches System (1742/1743, publicat în 1752). De asemenea, s-a apucat de grădinărit și cultivarea plantelor rare, un hobby popular în Hamburg la vremea respectivă.
După ce fiul cel mare al lui Telemann, Andreas, a decedat în 1755 și-a asumat responsabilitatea de a-l crește pe fiul acestuia, Georg Michael Telemann, care ulterior a devenit un compozitor. În ultimii săi ani vederea lui Telemann a început să slăbească și avea tot mai des probleme de sănătate. Acest lucru a dus la o scădere și mai mare a productivității sale în 1762. Totuși, a continuat să producă muzică de cea mai bună calitate și a compus până la moartea sa în seara de 25 iunie 1767. Cauza morții a fost o "afecțiune a pieptului". A fost înmormântat pe 29 iunie la Johannisfriedhof (biserica și mormântul său nu mai există astăzi). Postul său din Hamburg a fost preluat de finul său Carl Philipp Emanuel Bach.

## Moștenire
Telemann a fost cel mai prolific compozitor al vremii sale, opera sa numărând peste 3.000 de lucrări. Prima estimare precisă a numărului de lucrări a fost realizată de muzicologi abia în anii 1980 și 1990 când au fost publicate cataloage tematice extinse. În timpul vieții sale și în ultima jumătate a secolului al XVIII-lea Telemann era apreciat atât de colegi cât și de critici. Numeroși teoreticieni au considerat lucrările sale ca fiind model iar compozitori importanți precum Bach și Handel i-au cumpărat și studiat lucrările. A fost foarte popular nu doar în Germania, ci și în alte părți ale Europei: comenzi pentru versiunile publicate ale lucrărilor sale au venit din Franța, Italia, Țările de Jos, Belgia, țările din Peninsula Scandinavă, Elveția și Spania. Abia la începutul secolului al XIX-lea popularitatea sa a ajuns la un punct mort. Mulți lexicografi l-au numit pe Telemann un "poligraf" care a compus prea multe lucrări, un Vielschreiber pentru care cantitatea contează mai mult decât calitatea. După renașterea interesului pentru muzica lui Bach lucrările lui Telemann erau considerate inferioare și lipsite de sentiment religios profund. De exemplu, ediția din 1911 a Enciclopaedia Britannica nu conținea un articol despre Telemann iar puținele menționări erau "lucrările net inferioare ale unor compozitori nesemnificativi precum Telemann" comparativ cu Handel și Bach.
Asemenea judecăți au fost produse de renumiții biografi Bach, Philipp Spitta și Albert Schweitzer, care criticau cantatele lui Telemann și apoi lăudau lucrări care ei credeau că au fost compuse de Bach dar în realitate au fost compuse de Telemann. Ultima interpretare importantă a unei lucrări de Telemann (Der Tod Jesu) a avut loc în 1832 și abia în secolul al XX-lea a început să fie din nou interpretată muzica sa. Renașterea interesului pentru muzica lui Telemann a început în primele decenii ale secolului al XX-lea și a culminat cu ediția critică Bärenreiter din anii 1950. Astăzi fiecare lucrare a lui Telemann are un număr TWV care corespunde Telemann-Werke-Verzeichnis ("Catalogul lucrărilor lui Telemann").
Muzica lui Telemann a fost una dintre cele mai importante elemente de tranziție de la baroc la clasicism. Începând cu anii 1710 a devenit unul din creatorii și cei mai mare reprezentanți al așa numitului stil german mixt, un amalgam de stiluri germane, franceze, italiene și poloneze. De-a lungul anilor muzica s-a schimbat gradual și a incorporat tot mai mult elemente ale stilului galant dar nu a adoptat niciodată complet idealurile epocii clasice incipiente: muzica lui Telemann a rămas contrapunctuală și complexă din punct de vedere armonic și încă din 1751 considera muzica contemporană ca fiind prea simplistă. Compozitorii pe care i-a influențat din punct de vedere muzical includ elevi ai lui Bach din Leipzig, cum ar fi Wilhelm Friedemann Bach, Carl Philipp Emanuel Bach și Johann Friedrich Agricola precum și compozitori care au interpretat sub conducerea sa în Leipzig (Christoph Graupner, Johann David Heinichen și Johann Georg Pisendel) și mulți dintre numeroșii săi elevi din care, însă, niciunul nu a devenit un compozitor important.